# Lalage (gênero)
Lalage é um gênero de ave da família Campephagidae.

## Espécies
- Lalage atrovirens
- Lalage aurea
- Lalage conjuncta
- Lalage leucomela
- Lalage leucopyga
- Lalage leucopygialis
- Lalage maculosa
- Lalage melanoleuca
- Lalage moesta
- Lalage nigra
- Lalage sharpei
- Lalage sueurii
- Lalage tricolor